# Friktion (Krieg)
Friktion bezeichnet in der Militärtheorie und den Strategischen Studien die Summe vieler dem Anschein nach kleiner Verzögerungen, Fehler und Missverständnisse, die das Kriegsgeschehen auch von akribischen Vorbereitungen abweichen lässt. Friktion kann sich auf alle Aspekte der Operationsführung als Verzögerung, Hindernis oder Verhängnis auswirken. Die Konsequenzen der Friktion können von der taktischen über die operative bis zur strategischen Ebene reichen.

## Bedeutung
Friktion bedeutet Reibung und ist ursprünglich ein physikalischer Begriff aus der Mechanik. Der preußische Offizier und Militärtheoretiker Carl von Clausewitz (1780–1831) übernahm diesen Begriff und übertrug ihn auf die Militärtheorie. Für Clausewitz verkörpert Friktion all die Schwierigkeiten und feindlichen Gegenmaßnahmen, die den wirklichen Krieg von den militärischen Planungen unterscheiden. Denn auch die genaueste Planung kann nicht alle Dinge voraussehen, die bei der Durchführung schiefgehen können. Er schreibt dazu:
„Es ist alles im Kriege sehr einfach, aber das Einfachste ist schwierig. Diese Schwierigkeiten häufen sich und bringen eine Friktion hervor, die sich niemand richtig vorstellt, der den Krieg nicht gesehen hat. Man denke sich einen Reisenden, der zwei Stationen am Ende seiner Tagereise noch gegen Abend zurückzulegen denkt, vier bis fünf Stunden mit Postpferden auf der Chaussee; es ist nichts. Nun kommt er auf der vorletzten Station an, findet keine oder schlechte Pferde, dann eine bergige Gegend, verdorbene Wege, es wird finstere Nacht, und er ist froh, die nächste Station nach vielen Mühseligkeiten erreicht zu haben und eine dürftige Unterkunft dort zu finden. So stimmt sich im Kriege durch den Einfluß unzähliger kleiner Umstände, die auf dem Papier nie gehörig in Betrachtung kommen können, alles herab, und man bleibt weit hinter dem Ziel.“

## Beispiele
- Jede militärische Einheit besteht aus einer Anzahl von Menschen. Selbst der rangniedrigste davon kann durch Ungeschicklichkeit Verzögerungen herbeiführen.
- Eine weitere Quelle für Friktion ist das Wetter. So können durch Regen schlammig gewordene Wege ebenfalls zu Verzögerungen führen.
- Auch in der unmittelbaren körperlichen Gefahr für die Beteiligten bei kriegerischen Auseinandersetzungen sah Clausewitz eine Ursache für die Friktion.

## Belege und Anmerkungen
1. ↑  Luttwak, Edward N.: The Grand Strategy of the Byzantine Empire, Cambridge, Massachusetts: Belknap Press 2009, S. 299.
2. ↑  Carl von Clausewitz: Vom Kriege. S. 36.